# 比楊·莫斯登
比楊·莫斯登（英語：Björn Mosten，1997年7月14日—） 出生於瑞典耶姆特蘭省的小鎮。身高186公分，是一位嶄露頭角的演員。《愛情不設限》是他第一個飾演的主要角色，也是因《愛情不設限》（2020年）而聞名。在表演之外，莫斯登也是一名模特和電腦資訊工程碩士學位的學生。

## 個人生活
出生於瑞典耶姆特蘭省的小鎮，是一名在烏普薩拉大學就讀電腦資訊工程碩士學位的學生。在青少年時期經歷了一些艱難的歲月，患有抑鬱症、睡眠困難，並且在網上購買了安非他明，這導致他有了對毒品走私的判決。莫斯登表示：「我的精神非常糟糕，很難得到幫助，所以我認為自我藥療是解決問題的好方法。」

## 職業生活
莫斯登到烏普薩拉開始讀書時，申請了許多試鏡、選角等。莫斯登從來沒有表演的經驗，表演只是他的興趣。他閱讀了劇本並試圖在他的腦海中創建一個他認為這個角色會如何表現的圖像。然後他開始了這個拍攝測試，他以他認為會讓角色和戲劇變得有趣的方式行事。
2020年，莫斯登在《愛情不設限》擔任IT技術員麥克斯，有趣的巧合是現實中他正在攻讀IT碩士學位。
莫斯登過著完全正常的學生生活。他表示：「我不會說自從我得到這個角色以來，我的日常生活發生了很大變化。反正還沒有。這聽起來令人難以置信的無聊，但我不得不說我的生活和以前完全一樣。」
2022年底，他首次在舞台劇演出，在斯德哥爾摩城市劇院《狩獵》中飾演馬庫斯 。

## 影視作品

### 電視劇
| 年份 | 中文片名       | 原文片名       | 角色           | 備註     | Ref.        |
| ---- | -------------- | -------------- | -------------- | -------- | ----------- |
| 2020 | 《愛情不設限》 | Love & Anarchy | 麥克斯 Max     | 主要角色 | [ 6 ] [ 7 ] |
| 2023 | 《邪惡》       | Evil           | 萊夫勒 Leffler |          | [ 8 ]       |
| 2025 | 《Rebound》    | Rebound        | 盧卡斯 Lucas   |          |             |

## 舞台劇
| 年份 | 標題           | 英文標題 | 角色          | 劇場                         | 備註           | Ref. |
| ---- | -------------- | -------- | ------------- | ---------------------------- | -------------- | ---- |
| 2022 | 《謊言的烙印》 | The Hunt | 馬庫斯 Marcus | 斯德哥爾摩斯德哥爾摩城市劇院 | 丹麥語：Jakten |      |

## 外部連結
- 比楊·莫斯登的Instagram帳戶
- Björn Mosten在互联网电影资料库（IMDb）上的資料（英文）